# اونسپچ
اونسپچ (به فرانسوی: Hunspach) یک کمون در فرانسه است که در canton of Soultz-sous-Forêts واقع شده‌است.

## خصوصیات
اونسپچ ۵٫۴۹ کیلومترمربع مساحت و ۶۸۴ نفر جمعیت دارد و یکی از زیباترین روستاهای فرانسه است.